# Рафаил Алексиев
Рафаил Алексиев e български ставрофорен свещеноиконом, протойерей.

## Биография
Роден е през 1878 г. в с. Каравелово, Карловско. Служи в софийската църква „Свети Седмочисленици“ и в столичния катедрален храм „Света Неделя“, когото възстановява след атентата от 1925 г., отличен със сан ставрофорен иконом и с царски ордени „За граждански заслуги“ и кавалер на ордена „Свети Александър“ IV степен (1930 г.). Участва в сватбения ритуал на цар Борис III и ръководи погребалната служба след неговата кончина. Умира през 1956 г. и е погребан в 25 парцел на Централните софийски гробища. Баща е на четирима сина.